# Glyptoceridion quincunx
Glyptoceridion quincunx là một loài bọ cánh cứng trong họ Cerambycidae.